# Ferdinand Delannoy
Pour les articles homonymes, voir Delannoy.
Ferdinand Delannoy (1822-1887) est un graveur et illustrateur français. Il signait parfois ses compositions Ferdinand.

## Biographie
La vie de ce graveur né à Paris, et élève de Antoine François Gelée, reste à ce jour peu renseignée. Jean Adhémar lui consacre en 1953 une notice dans l’Inventaire du fonds français du département des estampes et de la photographie de la Bibliothèque nationale de France. Delannoy est essentiellement graveur sur bois et au burin. Ses premiers travaux apparaissent chez l'éditeur Léon Curmer, dans Les Français peints par eux-mêmes, achevé en 1842. Il est un bon interprète des dessins de Karl Girardet, Auguste Raffet, puis de Gustave Staal.
Il est le graveur de l'édition illustrée (Penaud, 1848) des Mémoires d'outre-tombe d'après des dessins de René de Moraine.
Il entame une longue collaboration, au moins jusqu'en 1886, avec les éditions Garnier frères, d'abord pour les Galeries historiques du palais de Versailles, gros recueil de plusieurs centaines d'estampes, terminé en 1852, et coordonné par Charles Gavard.
En 1867, avec Charles Maurand, il produit une suite de gravures en lien avec l'Exposition universelle de Paris.
En 1873, on note sa participation au Salon de Paris, où il présente plusieurs gravures d'histoire d'après Adolf Karol Sandoz ; son adresse parisienne indique le 3 rue Larrey (au niveau de l'impasse).

## Galerie

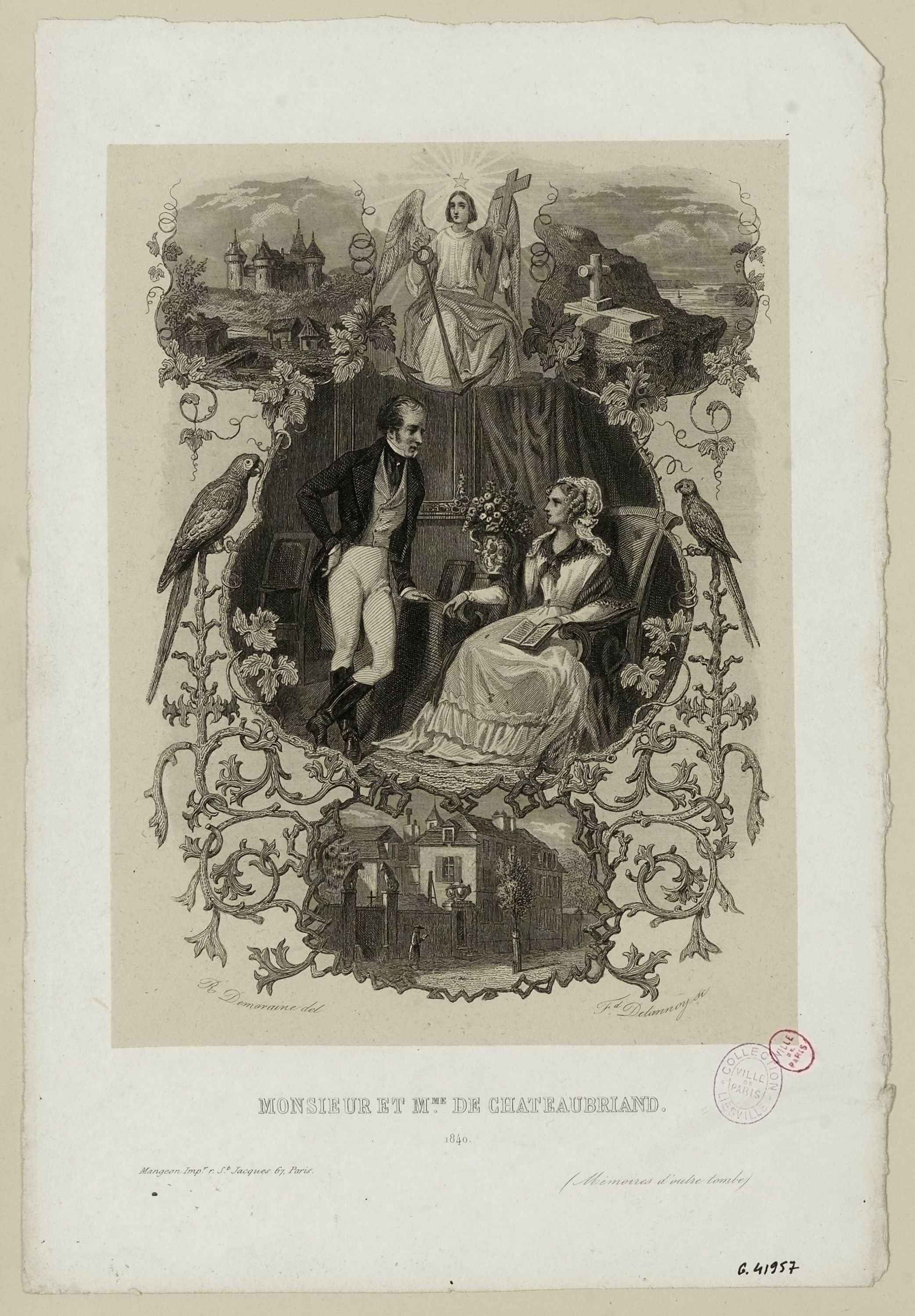
Monsieur et Mme de Chateaubriand (burin, 1848), d'apr. René de Moraine, imprimerie Mangeon, musée Carnavalet[7].
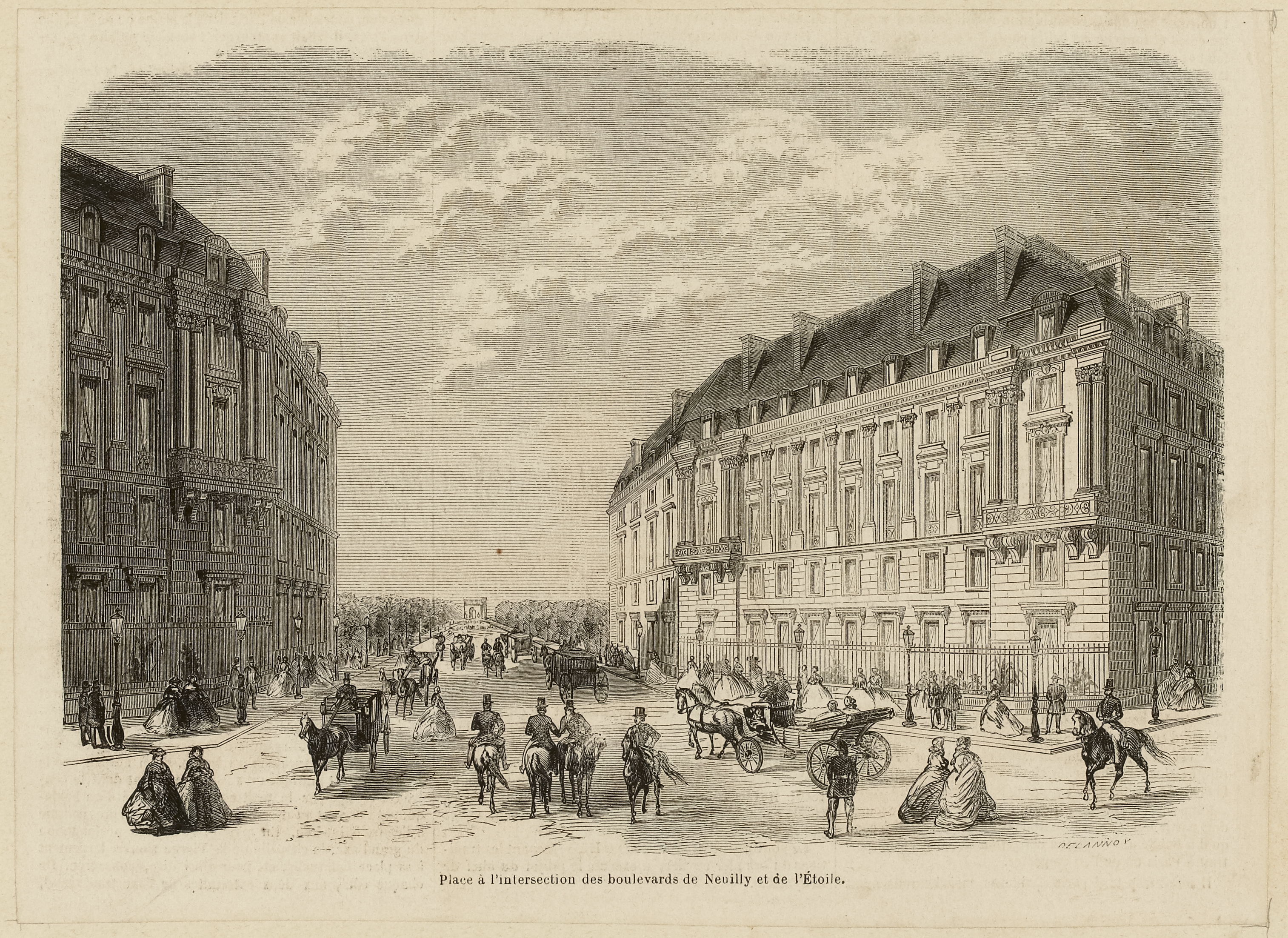
Place de l'intersection des boulevards de Neuilly et de l'Étoile, s.d., musée Carnavalet[8].
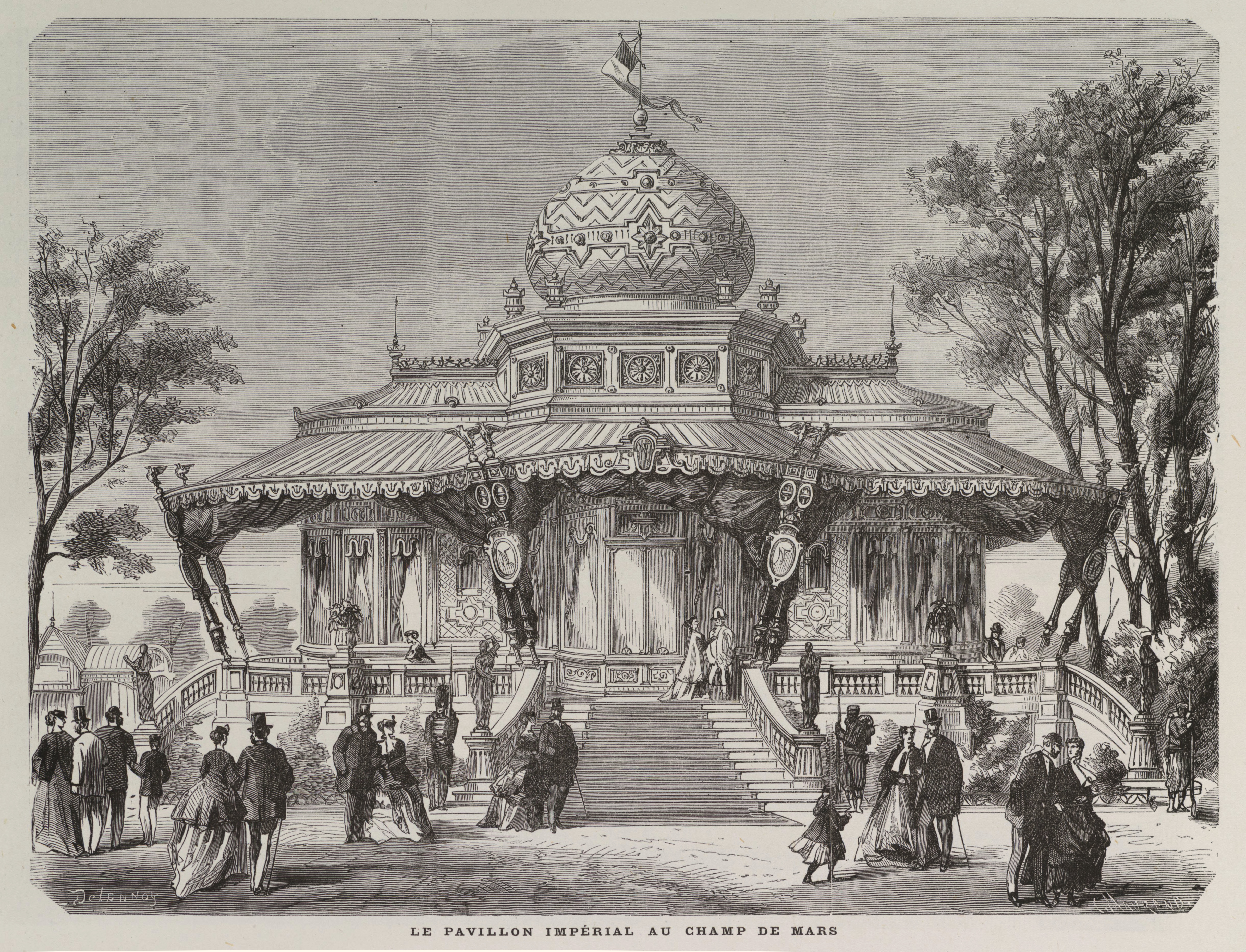
Le pavillon impérial au Champ-de-Mars. Exposition universelle (1867) avec Charles Maurand.
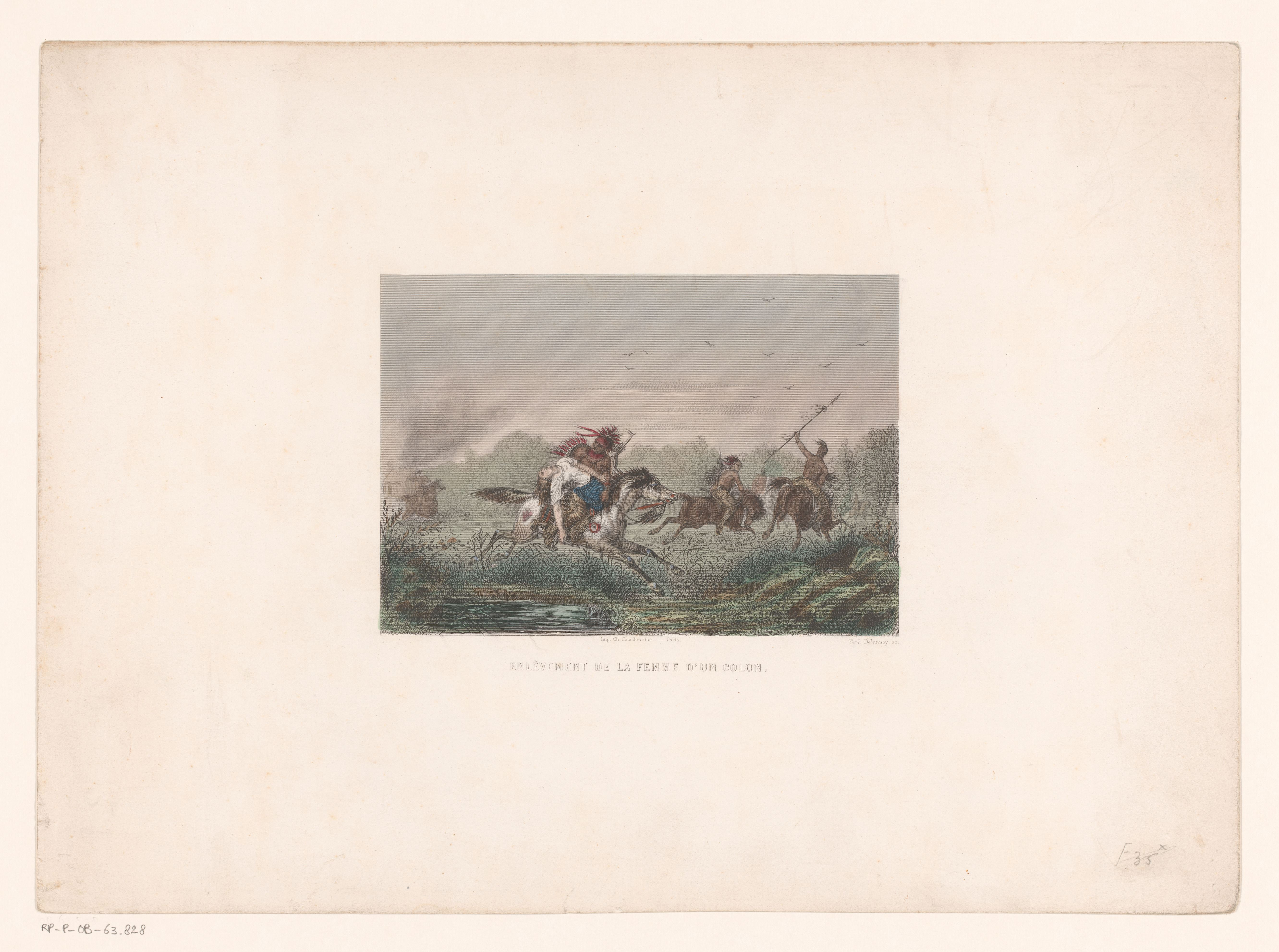
Enlèvement de la femme d'un colon (gravure sur acier colorisée, s.d.), imprimerie Charles Chardon aîné, Rijksmuseum[9].